# دانشگاه کوئینزلند

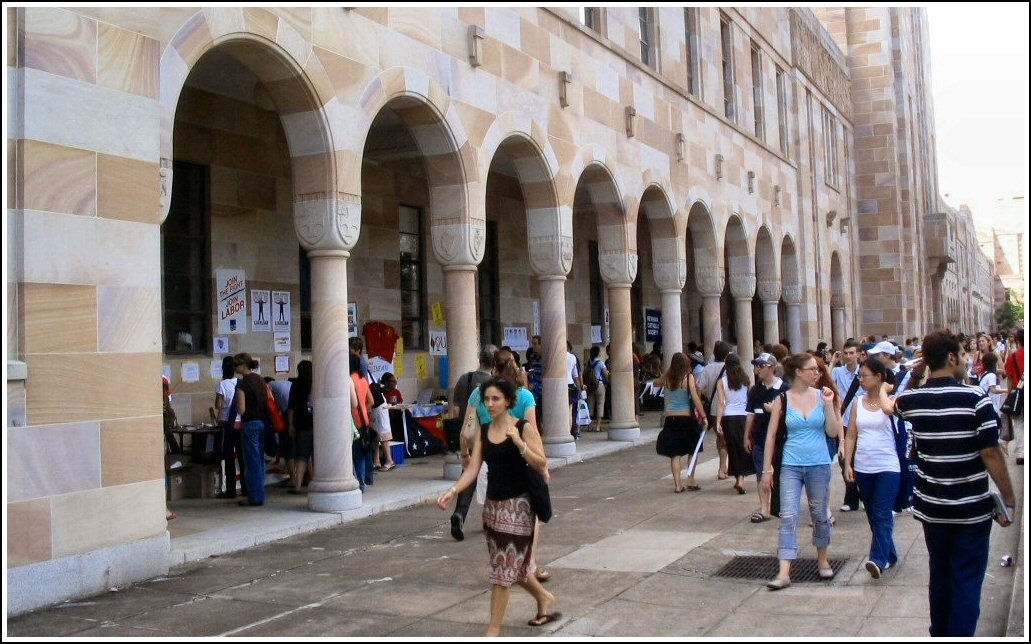
محوطه مرکزی پردیس سنت لوشیا

دانشگاه کوئینزلند (در انگلیسی: University of Queensland) که به اختصار UQ نامیده می‌شود، یک دانشگاه تحقیقاتی دولتی در بریزبن واقع در ایالت کوئینزلند استرالیا است که در سال ۱۹۰۹ میلادی بنیان‌نهاده شده‌است.

## دربارهٔ دانشگاه
این دانشگاه در سال ۱۹۰۹ در مرکز شهر بریزبین مرکز ایالت کوئینزلند تأسیس شد. بعدها در سال ۱۹۲۷ به پردیس جدید در منطقه سنت لوشیا منتقل شد و امروزه، "پردیس سنت لوشیاً مجتمع اصلی این دانشگاه به حساب می‌آیدen:University of Queensland.
دانشگاه کوئینزلند یکی از پنج دانشگاه پژوهشی بزرگ استرالیاست و از شهرت زیادی در زمینه تحقیقات کشاورزی و زیست‌شناسی برخوردار است. دانشگاه کوئینزلند پذیرای تعداد زیادی دانشجو بویژه در دوره‌های کارشناسی ارشد و دکترا است. تعداد دانشجویان مشغول به تحصیل آن در سال ۲۰۰۶ بیش از ۳۷۰۰۰ نفر بوده‌است که نزدیک به ده هزار نفر از این گروه را دانشجویان مقاطع تکمیلی تشکیل می‌دهند. تعداد دانشجویان غیر استرالیایی در این سال ۸۸۸۸ نفر بوده‌است .

## ساختار آموزشی و پژوهشی
این دانشگاه دارای ۷ دانشکده Faculty و هر دانشکده شامل تعدادی مدرسه School است. دانشکده‌ها بیشتر به کار آموزش دوره‌های تا کارشناسی می‌پردازند. کار آموزش در رده‌های تحصیلات تکمیلی و بویژه دوره‌های پژوهشی به عهده مدرسه هاست. هر مدرسه مشتمل بر چندین گروه آموزشی است که در یک حوزه خاص فعال هستند. همچنین دانشگاه دارای مراکز پژوهشی متعددی است و با نهادهای محلی، ملی و بین‌المللی پژوهشی ارتباط تنگاتنگ دارد.

## رتبه‌بندی
در رتبه‌بندی دانشگاه‌های جهان QS در سال ۲۰۱۹ دانشگاه کوئینزلند در رده ۴۸ دانشگاه‌های جهان و پنجم استرالیا قرار دارد. مؤسسه تایمز نیز در رده‌بندی دانشگاه‌های جهان در سال ۲۰۱۹ این دانشگاه را در رتبه ۶۹ دانشگاه‌های دنیا قرار داده‌است.

## دانشکده‌ها و مدرسه‌ها
| - دانشکده بازرگانی، اقتصاد و حقوق BEL - مدرسه اقتصاد - مدرسه بازرگانی - مدرسه حقوق - مدرسه گردشگری - دانشکده علوم اجتماعی و رفتاری SBS - مدرسه روانشناسی - مدرسه روزنامه‌نگاری و ارتباطات - مدرسه علوم تربیتی - مدرسه علوم اجتماعی - مدرسه علوم سیاسی و روابط بین‌الملل - مدرسه مددکاری و علوم کاربردی انسانی - دانشکده علوم بهداشتی HEALTH - مدرسه بهداشت جمعیت - مدرسه بهداشت و درمان - مدرسه پزشکی - مدرسه پرستاری - مدرسه حرکت‌شناسی انسان - مدرسه داروسازی - مدرسه دندانپزشکی | - دانشکده زیست‌شناسی و علوم شیمی BACS - مدرسه زیست‌شناسی - مدرسه علوم زیست مولکولی - مدرسه علوم مولکولی و میکروبی - دانشکده منابع طبیعی، کشاورزی و دامپزشکی NRAVS - مدرسه دام‌شناسی - مدرسه دام پزشکی - مدرسه زراعت و گیاه پروری - مدرسه علوم زمین و غذا - مدرسه مدیریت منابع طبیعی و روستایی - دانشکده مهندسی، نقشه‌کشی و علوم فیزیکی EPSA - مدرسه جغرافیا، شهرسازی و معماری - مدرسه علوم فیزیکی - مدرسه فناوری اطلاعات و مهندسی برق - مدرسه مهندسی - دانشکده هنر ARTS - تاریخ، فلسفه، ادیان و کلاسیک - زبان انگلیسی، رسانه‌ها و تاریخ هنر - زبان و فرهنگ‌شناسی تطبیقی - موسیقی |

## پردیس‌ها
- پردیس ایپسویچ Ipswich در شهر ایپسویچ
- پردیس خیابان تاربوت Turbot St
- پردیس سَنت لوشیا Saint Lucia (پردیس مرکزی دانشگاه)
- پردیس گتِن Gatton در شهر گَتِن
- پردیس مُگیل Moggil
- پردیس منطقه بریزبین جنوبی South Brisbane
- پردیس هِرستون Herston

## نگارخانه

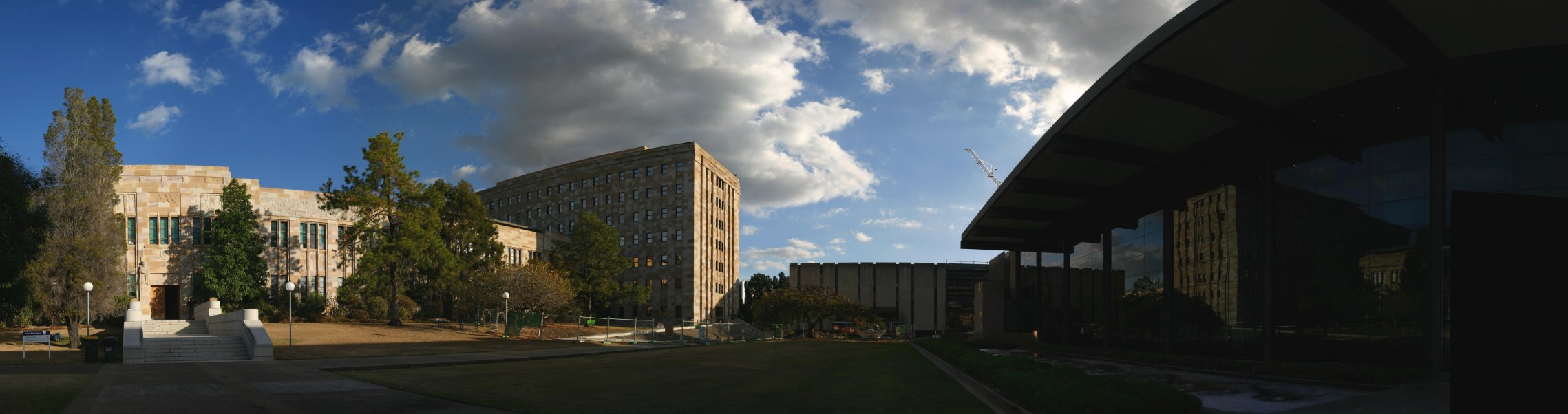
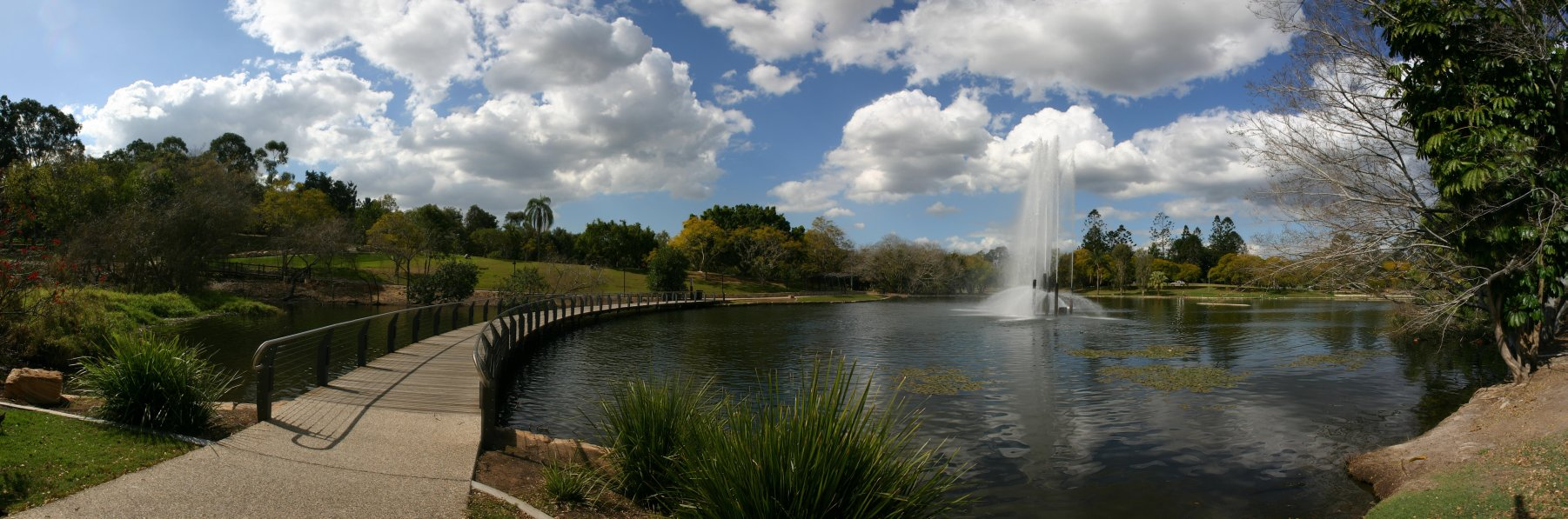
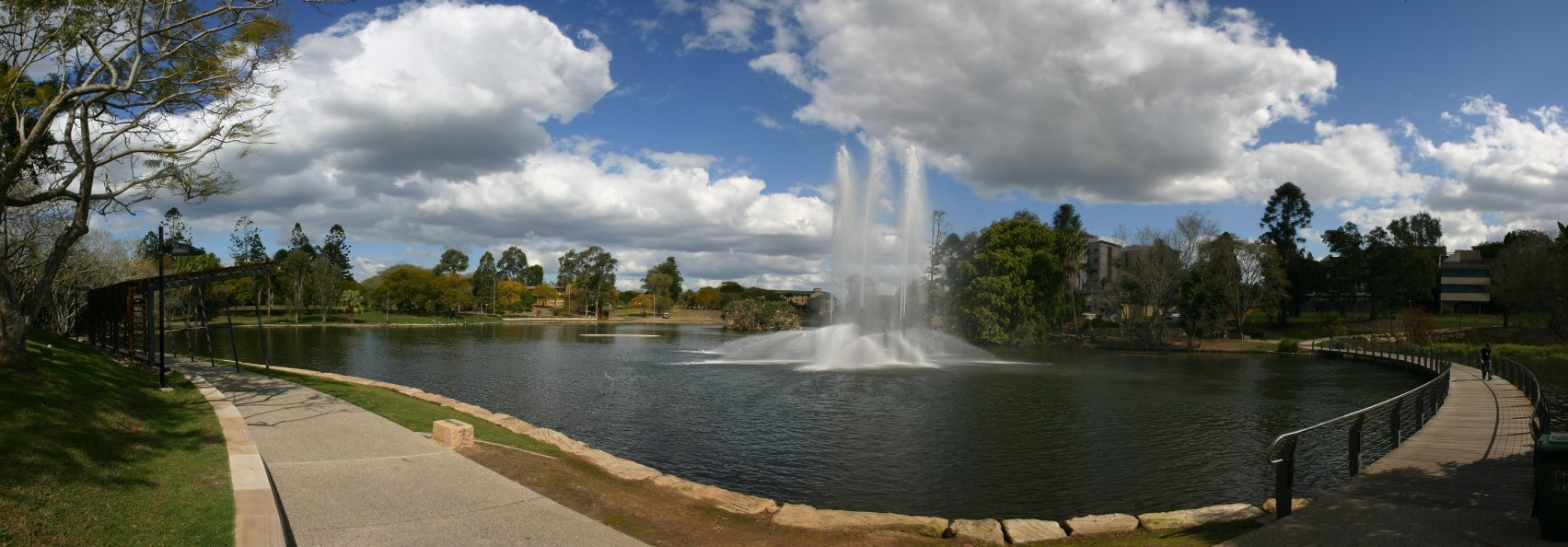
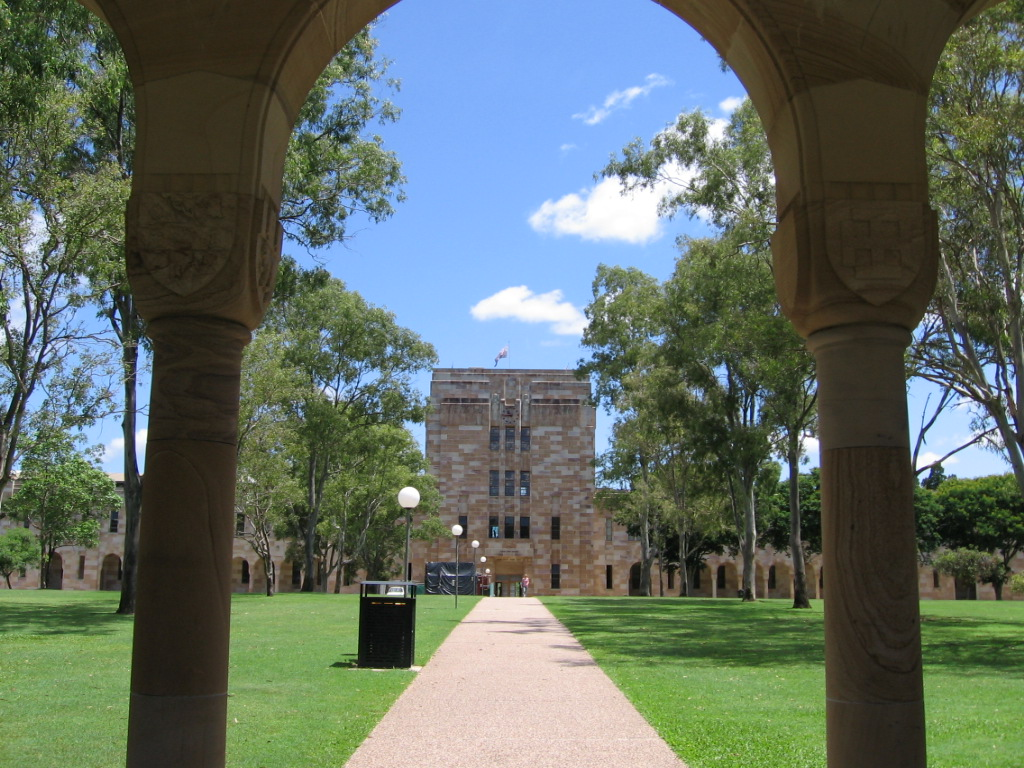